# 스티븐 매과이어

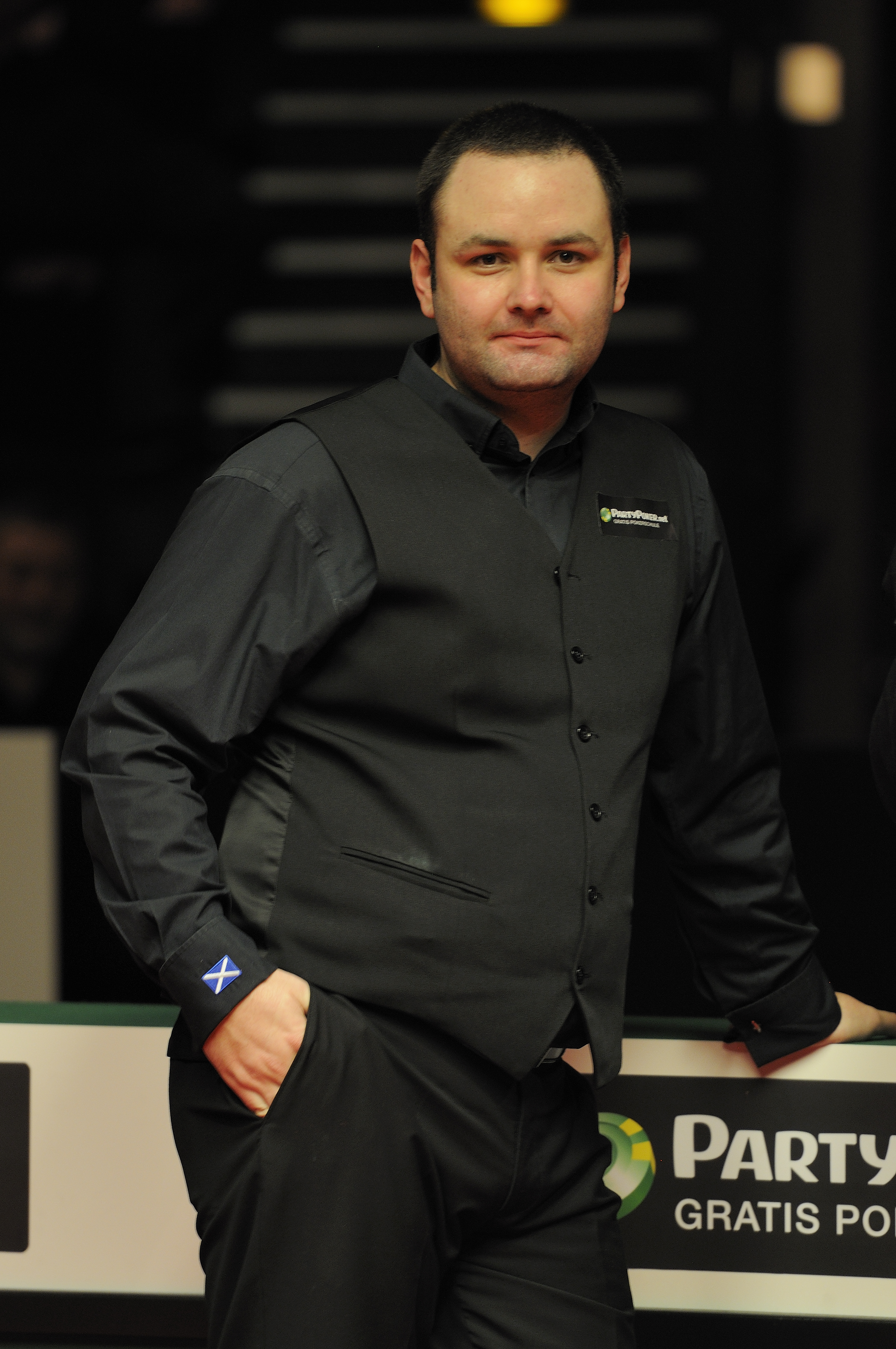
스티븐 매과이어

스티븐 매과이어(영어: Stephen Maguire, 1981년 3월 31일 ~ )는 스코틀랜드의 스누커 선수이다.